# Charles Morerod

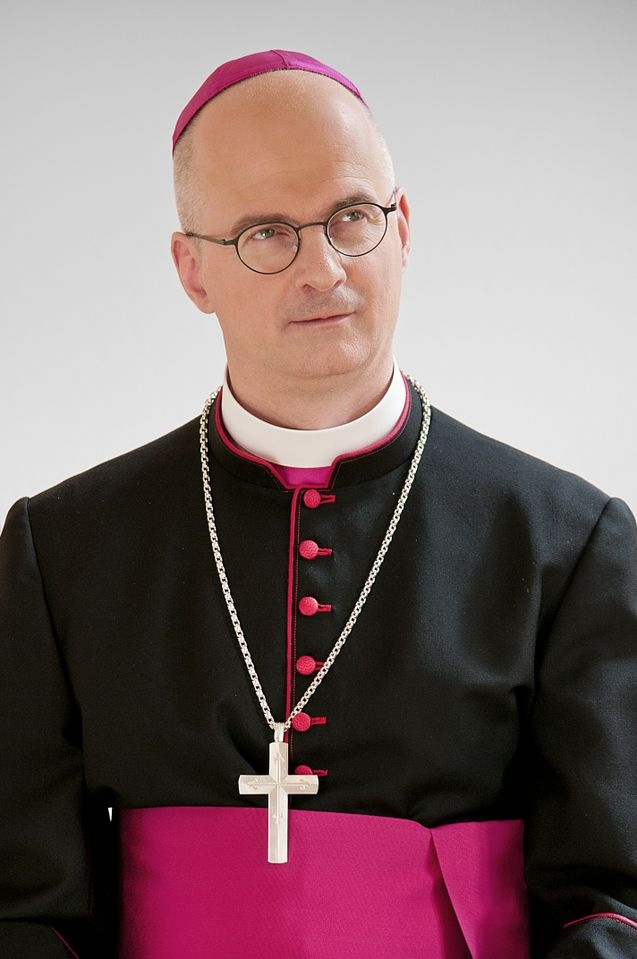
Bischof Charles Morerod OP

Bischofswappen

Charles Morerod OP (* 28. Oktober 1961 in Riaz, Schweiz) ist ein schweizerischer Ordensgeistlicher, Theologe und Dogmatiker und römisch-katholischer Bischof von Lausanne, Genf und Freiburg.

## Leben
Charles Morerod studierte römisch-katholische Theologie an der Schweizer Universität Freiburg. 1983 trat Morerod der Ordensgemeinschaft der Dominikaner bei. 1987 erwarb er das Lizenziat in Theologie bei Jean-Pierre Torrell, einem bekannten Thomisten. 1988 empfing er die Priesterweihe. Von 1987 bis 1989 wirkte er seelsorglich in Genf in der Pfarrei Saint-Paul. Von 1991 bis 1994 war er Hochschulseelsorger in Freiburg. 1994 wurde er promoviert, sein Doktorvater war Liam Walsh. Im selben Jahr begann er – in Vertretung Guido Vergauwens – in Freiburg Theologie zu dozieren. 1996 erwarb er das Lizenziat der Philosophie bei Evandro Agazzi. Es folgten Lehraufträge an der Päpstlichen Universität Heiliger Thomas von Aquin (Angelicum, 1996), in Lugano (1999–2002) sowie in Guam (2007). Am Angelicum war er Vizedekan der theologischen Fakultät (bis 2003), Dekan der philosophischen Fakultät (Dezember 2003 bis August 2009) und seit September 2009 als Nachfolger von Joseph Agius deren Rektor. Die Ernennung zum Ordinarius erfolgte am 30. März 2010. In seinem Amt als Rektor des Angelicums folgte ihm am 26. März 2012 Miroslav Adam Konštanc OP.
Am 3. November 2011 ernannte Papst Benedikt XVI. Charles Morerod zum Bischof von Lausanne, Genf und Freiburg. Die Bischofsweihe fand am 11. Dezember 2011 in der Kathedrale St. Nikolaus in Freiburg durch Georges Kardinal Cottier OP statt; Mitkonsekratoren waren der Präfekt der Glaubenskongregation William Joseph Kardinal Levada sowie der Genfer Weihbischof Pierre Farine.
Seit 1997 fungiert Morerod als Schriftleiter der französischsprachigen Edition der philosophisch-theologischen Zeitschrift Nova et Vetera. Er war Konsultor der Glaubenskongregation und Mitglied der Gemischten Internationalen Kommission für den theologischen Dialog zwischen der Römisch-Katholischen Kirche und der Orthodoxen Kirche (seit 2005), der Päpstlichen Akademie des hl. Thomas von Aquin (seit 2008) sowie Generalsekretär der Internationalen Theologischen Kommission (seit 2008). Seit Oktober 2009 nahm er als stellvertretender Leiter der römischen Theologendelegation an den Glaubensgesprächen mit Vertretern der traditionalistischen Pius-Bruderschaft teil. Er gilt als ausgewiesener Experte des Werks und Lebens von Thomas von Aquin sowie engagierter Ökumeniker.
Am 12. Juni 2012 ernannte ihn Papst Benedikt XVI. zum Mitglied der Kongregation für das Katholische Bildungswesen.
Morerod, bisher Vize-Präsident der Schweizer Bischofskonferenz (SBK), wurde am 2. September 2015 als Nachfolger von Markus Büchel, Bischof von St. Gallen, zum Präsidenten der SBK gewählt. Er trat sein Amt am 1. Januar 2016 an und war für die Amtsperiode 2016–2018 gewählt.
2015 wurde er von Kardinal-Großmeister Edwin Frederick Kardinal O’Brien zum Großoffizier des Ritterordens vom Heiligen Grab zu Jerusalem ernannt. Er wurde am 17. Oktober 2015 durch Pier Giacomo Grampa, Großprior der Schweizer Statthalterei, investiert und zum Prior der Ordenssektion Suisse Romande ernannt. Er ist seit 2018 Großprior der schweizerischen Statthalterei.
Morerod wurde am 20. Oktober 2016 bei der Generalversammlung des Hilfswerks Catholica Unio Internationalis, dem Päpstlichen Ostkirchenwerk, in das Amt des Generalpräsidenten eingeführt.
Am 28. Oktober 2016 ernannte ihn Papst Franziskus zum Mitglied der Kongregation für den Gottesdienst und die Sakramentenordnung. Am 18. Februar 2023 ernannte ihn Papst Franziskus zum Mitglied des Dikasteriums für die Kultur und die Bildung.
Bischof Morerod wurde am 4. Dezember 2024 als Nachfolger von Felix Gmür, Bischof von Basel, zum Präsidenten der SBK für die Jahre 2025–2027 gewählt. Mit ihm bilden Bischof Joseph Maria Bonnemain (Chur) als Vizepräsident und Bischof Josef Stübi (Weihbischof Basel) als drittes Präsidiumsmitglied das neue Präsidium.

## Schriften
- Cajetan et Luther en 1518: Edition, traduction et commentaire des opuscules d’Augsbourg de Cajetan, Cahiers oecuméniques 2002, ISBN 2-8271-0686-8
- La philosophie des religions de John Hick: La continuité des principes philosophiques de la période, Parole et Silence 2006, ISBN 2-84573-416-6
- Ecumenism and Philosophy: Philosophical Questions for a Renewal of Dialogue, Ave Maria University Press 2006, ISBN 1-932589-25-2
- The Church and the Human Quest for Truth (Introductions to Catholic Doctrine), Ave Maria University Press 2008, ISBN 1-932589-43-0
- Foi et vérité – Des désirs humains des philosophes à l’existence de l’Église – Y-a-t-il de l’amour en Dieu? – Notes sur une grande amitié – La platonisme scientifique de Jean Staune, Association Nova & Vetera Geneve 2008, zusammen mit Georges Kardinal Cottier, Guy Boissard, Sylvain Guéna, Michel Siggen
- L’Église et la recherche humaine de la vérité, Lethielleux 2010, ISBN 2-249-62038-5